# Юберинский Перевоз
Юберинский Перевоз — деревня в Селтинском районе Удмуртской республики.

## География
Находится в западной части Удмуртии на расстоянии приблизительно 21 км на запад-юго-запад по прямой от районного центра села Селты на левом берегу реки Кильмезь.

## История
Известна с 1873 года как починок На Юберинском Перевозе с 7 дворами. В 1893 году здесь (уже деревня Юберинский Перевоз) 15 дворов, в 1905 — 22, в 1924 — 31. До 2021 года входила в состав Халдинского сельского поселения.

## Население
Постоянное население составляло 78 человек (1873 год), 111 (1893, русские), 198 (1905), 197 (1924), 0 человек в 2002 году, 4 в 2012.